# Cesare Magistrini
Cesare Magistrini (Maggiora, 1895. január 26. – Maggiora, 1958. október 26.) az olasz légi közlekedés egyik leghíresebb és legkiemelkedőbb alakja volt. Első világháborús szolgálata során 6 igazolt és 4 igazolatlan légi győzelmet aratott az Osztrák–Magyar Monarchia pilótái fölött. Az első világháború befejeződése után nem hagyott fel a repüléssel, s számos olasz, illetve egy egyiptomi légitársaság pilótája volt. Élete során több mint 20 000 órát és 2 millió kilométert repült, ezzel rekordot felállítva az olasz légierőnél.

## Élete

### Első világháborús részvétele
Magistrini pilótaképzése után legelőször a 2a Squadriglia Parasol pilótája volt, majd rövid szolgálati idő után a Squadriglia 78-hoz (78. repülő osztag) helyezték át. Első légi győzelmét 1917. június 17-én szerezte meg, Luserna légterében. Rámenős pilóta volt, ha egyszer kiszemelte célpontját, addig üldözte, ameddig csak tudta. 1916–17 folyamán elkövetett hőstetteiért (számos légi harc és bevetés) még 1917 évében kitüntették az Olasz Vitézségi Érem ezüst fokozatával. Főként azért a harcáért kapta, amely során súlyosan megsérült, de sikerült épségben földet érnie. Felépülése után már nem régi egységéhez, hanem a 91. repülő osztaghoz (Squadriglia 91) került vissza. Légi győzelmeinek zömét ennél a századnál aratta (5 igazolt, 2 igazolatlan). 1917 novemberében és decemberében további 3 légi győzelmet szerzett (Feruccio Ranzával és Gastone Novelli megosztva), ezzel már a negyediknél tartott. 1918. május 17-én Guido Nardini és Gastone Novelli segítségével lelőtte a második legeredményesebb első világháború magyar ászpilótát, Gräser Ferencet (18 légi győzelem). Gräser Albatros repülőgépe lezuhant, ő maga pedig repülőhalált halt. Magistrini ezek után még egy igazolt és egy igazolatlan légi győzelmet szerzett, a háborút pedig 6 igazolt és 4 igazolatlan, tehát összesen 10 légi győzelemmel fejezte be.

### Légi győzelmei
| Sorszám     | Dátum               | Beosztási hely | Ellenfél              | Helyszín           | Megjegyzés                                         |
| ----------- | ------------------- | -------------- | --------------------- | ------------------ | -------------------------------------------------- |
| 1           | 1917. június 17.    | 78ª            | Albatros (FTL)        | Luserna            | Első légi győzelme.                                |
| Igazolatlan | 1917. június 18.    | 78ª            | Two - Seater          | Asiago             |                                                    |
| Igazolatlan | 1917. október 16.   | 78ª            | Ismeretlen            | Monte Nero         |                                                    |
| 2           | 1917. november 23.  | 91ª            | Two - Seater          | Cornuda            | Bartalomeo Costantinivel megosztva.                |
| 3           | 1917. november 30.  | 91ª            | Two - Seater          | Moriago            | Gastone Novellivel és Feruccio Ranzával megosztva. |
| 4           | 1917. december 7.   | 91ª            | Hansa-Brandenburg C.I | San Pietro di Nove | Feruccio Ranzával megosztva.                       |
| Igazolatlan | 1918. május 11.     | 91ª            | Two - Seater          | Quero              |                                                    |
| 5           | 1918. május 17.     | 91ª            | Albatros (153.221)    | Pero               | Guido Nardinivel és Gastone Novellivel megosztva.  |
| 6           | 1918. július 12.    | 91ª            | Felderítő             | Monte Santo        |                                                    |
| Igazolatlan | 1918. augusztus 23. | 91ª            | Albatros              | Oderzo             |                                                    |

### További élete
Az első világháború befejezése után Magistrininek nem kellett sokáig keresnie az állást, hiszen egy ászpilótáért a légitársaságok (érthető módon) versenyeznek. Hírnevének köszönhetően a Transadriatica, a SAM és az Ala Littoria nevű légitársaságok kereskedelmi pilótája lett, így főként áruszállítással foglalkozott. Emellett pedig az Olasz Koronarend lovagjává választották meg, amelyet hosszú ideje tartó kiemelkedő szolgálatával érdemelt ki. Az évek teltek és 1939-ben kitört, majd 1945-ben befejeződött a második világháború, Magistrini pedig Jemenben dolgozott mint pilóta. Később pedig a SAIDE nevezetű egyiptomi légitársaság pilótája lett. 1958-ban hunyt el, szülővárosában, Maggiorában.